# دورا والروس
آنا دوروته (دورا) والروس (۱۹ دسامبر ۱۸۷۰ پری - ۲۱ مارس ۱۹۴۷ کاونیاینن) یک نقاش فنلاندی بود که در جنبش نقاشی فضای باز در اواخر قرن نوزدهم بسیار تأثیر گذار بود.

## پیشینه
او در مدرسه طراحی تورکو در ۱۸۸۶–۱۸۸۸زیر نظر ویکتور وسترهولم آموزش دید و به وی در مجمع هنرمندان اونینگبو در جزایر الند پیوست. او در سال ۱۸۹۰–۱۸۹۱ در دانشکده هنرهای زیبا، هلسینکی نیز تحصیل کرد.
در اوت ۱۹۰۰ او سفری به پاریس داشت و از آنجا به روستای آنتیگنانو در لیورنو، ایتالیا رفت، جایی که الین دانیلسون-گامبوگی با همسرش رافائلو گامبوگی زندگی می‌کرد.
نکته مهم در مورد زندگی والروس عدم توجه عموم به نقاشی‌های وی در زمان حیاتش بود اگرچه بعد از مرگ وی آثار وی بسیار مشهور شدند. او در سال ۱۹۴۷ به دلیل عوارض ناشی از یک تصادف درگذشت.

## آثار
- خودنگاره ۱۸۸۹
- کنار سینک ظرفشویی ۱۸۹۲
- امیل ویکستروم در استودیوی خود در پاریس ۱۸۹۲
- حسرت ۱۸۹۲
- مادر و بچه‌ها ۱۸۹۴
- الهام خودنگاره ۱۸۹۵
- غروب پارگاس ۱۸۹۸
- طرح مایه از ایتالیا
- پرتره راینهولد هاوزن ۱۹۱۳
- پرتره یک بانو ۱۹۱۳
- یک پسر و یک قایق در کنار ساحل
- خودنگاره ۱۹۴۳